# Montpelier, Vermont
Montpelier este un oraș, sediul comitatului Washington, precum și capitala statului Vermont al Statelor Unite ale Americii.  Fiind capitala statului Vermont, aici se află și capitoliul acestui stat. Cu o populație de doar 7,855 locuitori (conform recensământului din 2010) este cea mai puțin populată capitală a unui stat american.